# Dual (bedrijf)

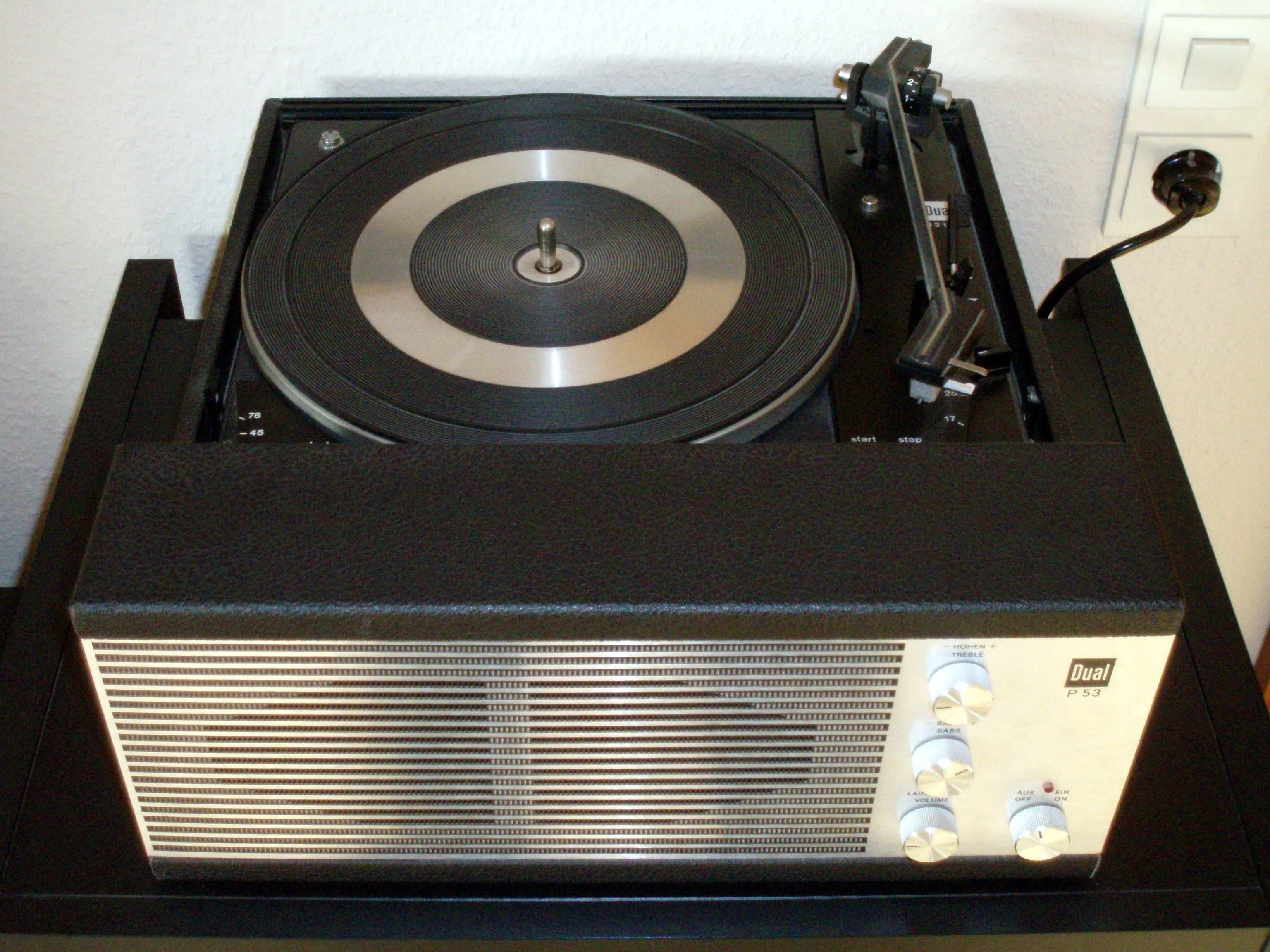
Dual P53

Dual is een Duitse fabrikant van hoogwaardige audio-apparatuur. 
Dual werd opgericht in 1900 door de gebroeders Steidinger in het Zuid-Duitse St. Georgen. Oorspronkelijk produceerden de gebroeders alleen aandrijfsystemen voor grammofoons. De merknaam Dual (sinds 1927) is afgeleid van een aandrijfmotor voor platenspelers die zowel via een veermechanisme als door een elektrische motor werden aangedreven. Dual fabriceerde een compleet assortiment hoogwaardige audioapparatuur, maar stond wereldwijd bekend om de kwalitatief hoogwaardige automatische HiFi-platenspelers c.q. platenwisselaars: Vooral de combinatie van een volautomatische start/stop-cyclus en platenwisselmechanisme dat de aftasteigenschappen van de (eigen fabricaat) toonarm nagenoeg niet benadeelde, maakten deze platenspelers tot een succes. De toenmalige fabrikanten van elementen, bijvoorbeeld Shure, onderkenden dit, want standaard werden soms zelfs topmodellen, zoals Shure V15III, met Dualdraaitafels meegeleverd. De draaitafels type 1009, 1019 (de eerste met "anti-skating"), 1229 en een van de eerste direct aangedreven draaitafels de 701 zijn na 30 jaar nog steeds legendarisch. Dual is in 1982, als gevolg van de concurrentie met de compact disc, failliet gegaan. In (2005) werden er nog steeds, op beperkte schaal, platenspelers gemaakt onder de naam Dual, maar de merknaam Dual was eigendom van Schneider AG. Hedentendage  is Dual Electronics Corp. de Amerikaanse afdeling van het Zuid-Koreaanse Namsung Corporation. Onder de naam Dual en met het bekende logo produceren ze diverse audio producten, zoals platenspelers, video- en navigatie-elektronica, zoals de XGPS300, een gps-cradle voor de iPod touch.